# Alexander S. Clay
Alexander Stephens Clay, född 25 september 1853 i Cobb County i Georgia, död 13 november 1910 i Atlanta i Georgia, var en amerikansk demokratisk politiker. Han representerade delstaten Georgia i USA:s senat från 1897 fram till sin död.
Clay utexaminerades 1875 från Hiwassee College i Tennessee. Han studerade sedan juridik och inledde 1877 sin karriär som advokat i Georgia.
Clay efterträdde 1897 John Brown Gordon som senator för Georgia. Han omvaldes två gånger. Han avled 1910 i ämbetet och efterträddes av Joseph M. Terrell.
Clay var metodist och frimurare. Hans grav finns på Marietta City Cemetery i Marietta i Georgia.